# Столока Христина Юріївна
Христина Юріївна Столока (нар. 29 липня 1997, Київ, Україна) — українська модель, переможниця українського конкурсу «Міс Україна».

## Життєпис
Народилася у 1997 році в Києві. Після закінчення школи встула в Національний університет харчових технологій. Батько Юрій, працює у сфері техніки для будівництва, мати Людмила, в сфері моди.
Отримала титул віце-міс та «міс глядацьких симпатій» на конкурсі «Міс Національного університету харчових технологій»-2015, здобула перемогу в конкурсі «Стань моделлю» від часопису «OOPS» та моделеного аганства «PM Management».
22 вересня 2015 року у Міжнародному центрі культури і мистецтв (колишній Жовтневий палац) в Києві відбувся фінал 25-го конкурсу «Міс Україна». У конкурсі брали участь 25 дівчат.. Столока отримала титул «Місс Україна» та 250 тис. грн.
2016 року стала обличчям рекламної кампанії «Samsung Electronics Україна»[джерело?].